# Кинофестиваль в Авориазе 1980 года
VIII Международный фестиваль фантастического кино в Авориазе (кинофестиваль) (Le 8-eme edition du Festival international du film fantastique d'Avoriaz)  проходил во французских Альпах (Франция) в январе 1980 года. 

## Жюри
- Сидни Поллак — президент
- Клод Брассёр
- Клод Лелуш
- Альберто Сорди
- Андре Тешине
- Дональд Сазерленд
- Николь Авриль (Nicole Avril)
- Антуан Блонден
- Мимзи Фармер
- Лео Ферре
- Льюис Гилберт
- Раймонд Моретти (Raymond Moretti)

## Лауреаты
- Гран-при: «Путешествие в машине времени/Эпоха за эпохой» (Time after Time), США, 1979, режиссёр Николас Мейер
- Специальный приз жюри:
  - «Безумный Макс» (Mad Max), Австралия, 1979, режиссёр Джордж Миллер

- - «Когда звонит незнакомец» (When the Stranger Calls), США, 1979, режиссёр Фред Уолтон
- Приз критики: «Туман», США, 1980, режиссёр Джон Карпентер

- Приз «Золотая антенна»: «Путешествие в машине времени/Эпоха за эпохой» (Time after Time), США, 1979, режиссёр Николас Мейер